# Mónica Araya
Mónica Araya   (Costa Rica, 1971) és una defensora del transport lliure d'emissions de Costa Rica. Ha estat influent per convertir el seu país en un líder en energia alternativa. Va ser considerada una de les dones més influents i inspiradores per la BBC el 2021.

## Biografia
Araya va néixer a Costa Rica. Té més de vint anys d'experiència com a entusiasta de la vida sostenible. Té un màster i un doctorat per la Universitat Nacional de Costa Rica i la Universitat Yale.
Araya va començar al thinktank E3G el 2009 i va estar emprada fins al 2011.
Ella escriu i en l'International Investment for Sustainable Development: Balancing Rights and Rewards va explicar el 2012 com la inversió estrangera directa s'ha considerat important en el canvi als països desenvolupats. Però Araya considera que no hi havia proves d'aquesta associació. Considera com les empreses, les forces del mercat i les organitzacions no governamentals poden influir en el canvi ambiental.
El 2016 va ser membre del grup de dones més gran que va visitar l'Antàrtida. Aquell any va donar una xerrada TED sobre la situació energètica a Costa Rica. Tot i ser un país en desenvolupament, generen gairebé tota la seva electricitat a partir de fonts renovables. No obstant això, com a país, el 70% de la seva energia provenia del petroli i això es va deure principalment a la potència necessària per al transport. Aquell vídeo va tenir 1,4 milions de visualitzacions el 2021.
Les xerrades TED d'Araya, que inclouen una entrevista de Chris Anderson, han tingut més de quatre milions de visualitzacions. La seva xerrada explica com es pot transformar el transport per alimentar-se elèctricament i sobre una campanya global anomenada «Drive Electric». Araya va fundar l'organització ciutadana «Costa Rica Limpia» que ha contribuït a establir Costa Rica com a líder en sostenibilitat. Durant la COP26 a Glasgow va ser entrevistada per Dave Malkoff del Weather Channel.
El 2021 va ser reconeguda com una de les 100 dones de la BBC com a «defensora del transport sense emissions». La BBC la va reconèixer a la categoria de ciència com una de les dones «més influents i inspiradores» dels anys.